# 澜沧江华平鳅
澜沧江华平鳅（学名：Sinohomaloptera lancangjiangensis）为平鳍鳅科华平鳅属的鱼类。在中国，分布于澜沧江水系等，主要生活于流水环境。该物种的模式产地在勐海。

## 扩展阅读
維基物種上的相關：澜沧江华平鳅